# Axel Cronstedt
Barun Axel Fredrik Cronstedt (23. prosinca 1722. – 19. kolovoza 1765.) bio je švedski kemičar zaslužan za otkriće nikla 1751. godine kao rudarski ekspert Odjela za rudnike. Cronstedt je novi element opisao kao kupfernickel (vražji bakar). Bio je učenik Georga Brandta, otkrivača kobalta.
Cronstedt je 1751. godine otkrio i mineral scheelit. Taj je mineral nazvao tungsten, što na švedskome znači "težak kamen". Carl Wilhelm Scheele je kasnije predložio kako se iz tog minerala može izlučiti novi metal. Danas je taj metal poznat kao volfram.
Godine 1753. Cronstedt je izabran za člana Švedske kraljevske akademije znanosti, a 1756. je godine izmislio naziv zeolit nakon grijanja minerala stilbita pomoću plamena čiji je smjer gorenja postizao puhanjem kroz cijevčicu.
John Griffin je 1827. godine u svome djelu A Practical Treatise on the Use of the Blowpipe opisao Cronstedta kao "utemeljitelja mineralogije".